# 한노역 (기후현)
한노역(일본어: 母野駅)은 일본 기후현 구조시에 위치한 나가라가와 철도 에쓰미난 선의 철도역이다. 단선 승강장 1면 1선 구조를 갖춘 지상역이다.

## 이용 현황
| 승차 인원 추이 | 승차 인원 추이     |
| 연도           | 1일 평균 승차 인원 |
| -------------- | ------------------ |
| 2011           | 4                  |
| 2012           | 3                  |
| 2013           | 3                  |
| 2014           | 4                  |
| 2015           | 3                  |

## 역 주변
- 나가라강

## 역사
- 1927년
  - 4월 10일 : 일본국유철도 에쓰미난 선 사카토리구치 역(現 · 유노호라온센구치 역) - 당 역간 개통과 동시에 미노스하라역(초대)로서 개업. 여객 및 화물 취급 개시.
  - 10월 9일 : 당 역 - 미노시모카와 역(現 · 오야 역)간이 연장 개업.
- 1956년 12월 20일 : 곤노 역(초대)으로 개칭. 다음 1957년에 미노스하라 역(現 · 스하라역) (2대)이 개업.
- 1959년 10월 10일 : 화물 취급 폐지.
- 1961년 4월 : 무인역으로 전환.
- 1986년 12월 11일 : 일본국유철도 에쓰미난 선의 나가라가와 철도로의 전환으로 인해 이 회사의 역이 됨. 한노역으로 개칭. 동시에 곤노 역 (2대째) 개업.

## 인접 역
| 나가라가와 철도 에쓰미난 선 | 나가라가와 철도 에쓰미난 선 | 나가라가와 철도 에쓰미난 선 |
| --------------------------- | --------------------------- | --------------------------- |
| 스하라 미노오타 방면        | ■ 에쓰미난 선               | 곤노 호쿠노 방면            |